# Joseph Wattebled
Pour les articles homonymes, voir Wattebled.
Joseph Wattebled (Calais, 1885 - 1979) est un professeur d'école et photographe  français passionné qui a habité dans la localité de Mondicourt, où il a aussi été secrétaire municipal,. Ses négatifs sur plaques de verre ont été trouvés au marché aux puces de Madrid (el Rastro) par le photographe espagnol Paco Gómez (es), qui les a achetés en totalité sans en connaître l'auteur,. Sa recherche pour tirer au clair l'origine de ces négatifs a été publiée dans le livre Wattebled o el rastro de las cosas (Wattebled ou la trace des choses), financé par un financement participatif de la plate-forme Verkami.
Toutes les photographies récupérées par Joseph Wattebled ont été réalisées entre les années 1903 et 1941. Cela comprend principalement::
- Portraits de membres de sa famille et de ses connaissances à Mondicourt et dans ses environs, y compris une vue sur le pont ferroviaire sur la rivière Helpe Majeure près de Liessies
- Instantanés d'une balade en Rolls Royce avec un groupe d'amis à travers les Alpes françaises, y compris une visite à Annecy et une vue sur Quai Napoléon III
- Images d'un voyage dans le sud de la France
- Photographies de la zone urbaine du Le Portel (qui serait complètement détruite pendant la Seconde Guerre mondiale)
- De nombreuses images estivales des plages de Mers-les-Bains capturent fidèlement l'entre-deux-guerres dans cette station balnéaire typique de la côte atlantique française.